# CoCom
 Denne artikel bør gennemlæses af en person med fagkendskab for at sikre den faglige korrekthed.

CoCom er en forkortelse for Coordinating Committee for Multilateral Export Controls, der blev etableret i 1947 under Den kolde krig for at lægge et embargo på vestlig eksport til lande i Østblokken. 
CoCom havde 17 medlemslande: Australien, Belgien, Canada, Danmark, 
Frankrig, Grækenland, Holland, Italien, Japan, Luxembourg, 
Norge, Portugal, Spanien, Storbritannien, Tyrkiet, Tyskland og De Forenede Stater.
Hertil kom en række samarbejdende lande, såsom Finland, Irland, New Zealand, Sverige, Schweiz og Østrig. 
I 1987 blev det afsløret at Japans Toshiba Machine Company havde leveret otte computerstyrede propel-drejebænke til Sovjetunionen mellem 1982 og 1984, en handling som overtrådte CoCom-reglerne. Det blev hævdet i USA, at denne teknologi i høj grad forbedrede de sovjetiske ubådes muligheder for at undgå opdagelse, hvilket medførte betydelige omkostninger for USA for at forbedre deres egen teknologi en gang til. I 1988 tog USAs Kongres initiativ til at lægge sanktioner på Toshiba og forbyde import af Toshiba-produkter til USA. 
CoCom blev opløst den 31. marts 1994 og den daværende liste over varer, der ikke måtte udføres blev fastholdt af medlemslandene indtil efterfølgeren, Wassenaar-aftalen, blev etableret.